# Matúš Kuník
Matúš Kuník (sinh 14 tháng 5 năm 1997) là một cầu thủ bóng đá Slovakia thi đấu cho FC Nitra ở vị trí hậu vệ.

## Sự nghiệp câu lạc bộ

### FC Nitra
Kuník ra mắt chuyên nghiệp cho FC Nitra trước MŠK Žilina ngày 22 tháng 7 năm 2017.